# Письма Цицерона
Сохранившиеся письма выдающегося римского политика и оратора Марка Туллия Цицерона были написаны в период с 68 по 44 годы до н. э. и собраны его секретарём Тироном. Отдельные сборники издавались с начала I века н. э. В какой-то момент все послания были поделены на четыре группы, включающие более 30 книг: письма членам семьи и друзьям (epistulae ad familiares), письма брату Квинту (epistulae ad Quintum fratrem), письма Марку Юнию Бруту (epistulae ad M. Brutum), письма Аттику (epistulae ad Atticum). Тексты писем были найдены в XIV веке Франческо Петраркой и Колюччо Салютати. В общей сложности сохранилось более 800 посланий, содержащих множество биографических сведений и массу ценной информации о римском обществе конца периода республики. Они стали ценным историческим источником и заложили основы эпистолярной культуры западного мира.

## Формирование корпуса писем
Марк Туллий Цицерон в течение всей своей взрослой жизни активно переписывался с братом Квинтом, сыном Марком, друзьями и политическими союзниками — в первую очередь с Аттиком, а также с Марком Юнием Брутом и другими. Копии его писем хранились у секретаря, Тирона, который подвергал их определённой систематизации. Из послания Аттику от 9 июля 44 года до н. э. следует, что на тот момент письма ещё не издавались, но Цицерон уже думал о публикации как минимум 70 из них после внесения определённых правок. При жизни оратора эта идея не была реализована.
Цицерон был убит цезарианцами в конце 43 года до н. э. Исследователи полагают, что в последующие годы Аттик не допускал издание своей переписки с покойным другом, так как считал, что это может ему навредить. Письма самого Аттика Цицерону исчезли, и ещё в античную эпоху возникли подозрения, что автор их уничтожил. Оставшаяся часть переписки была опубликована в промежутке между 32 годом до н. э., годом смерти Аттика, и 66 годом н. э., к которому относится первое упоминание этих писем в сохранившихся источниках (у Сенеки).
Сборники писем Цицерона другим людям упоминаются, начиная с эпохи императора Тиберия (14—37 годы н. э.). Сенека Старший пишет о послании Гаю Кассию Лонгину, Квинтилиан — о письмах Цицерона сыну, Аппию Клавдию Пульхру, Бруту, Цереллии. Предположительно сначала издавались небольшие сборники, составленные по адресатам, позже (в IV—V веках) их начали укрупнять. Так появились, в частности, 16 книг писем, получивших уже в XVI веке условное общее название «К близким» (ad familiares).
В XII веке письма Цицерона исчезли из читательского обихода. В 1345 году в Вероне поэт Франческо Петрарка случайно нашёл рукопись, содержавшую послания к Аттику, Квинту, Бруту и Октавиану. Он собственноручно снял копию, но обе рукописи были позже утрачены. Сохранилась только копия, изготовленная в 1393 году для флорентийского канцлера Колюччо Салютати. Последний в 1392 году попросил миланского канцлера прислать ему такую копию, но получил совершенно другое — тексты писем «К близким», переписанные из «верчеллской рукописи», которую датируют IX, X или XI веком. И сама верчеллская рукопись, и кодекс, присланный Салютати («медицейская рукопись») сохранились. Позже был найден ещё ряд рукописей, содержащих самостоятельные редакции цицероновских текстов.
В эпоху Нового времени письма Цицерона издавали на многих европейских языках. Сформировалась классическая концепция, согласно которой для 16 книг использовалось название «К близким», к письмам добавлялись сочинение Квинта Туллия Цицерона «Краткое наставление по соисканию» и риторическое упражнение довольно поздней эпохи, написанное в форме послания Цицерона к Октавиану. В ряде изданий письма группировались не по адресатам, а по хронологическому признаку.

## Восприятие
Письма Цицерона много читали в эпоху Ранней Римской империи. Известно, что Плинию Младшему, писавшему свои письма с расчётом на их публикацию, друзья указывали на Марка Туллия как на образец для подражания. Интерес к Цицерону проявляли и многие христианские богословы: так, в одной из проповедей Амвросия Медиоланского учёные нашли заметное сходство с одним из писем Марка брату Квинту. Однако постепенно этот интерес угасал, и в период с XII по XIV века письма Цицерона не читали вообще.
В 1345 году благодаря Петрарке письма были заново открыты для просвещённых читателей. Это событие возродило эпистолярный жанр в европейской литературе. По словам Ф. Зелинского, «[д]о того времени люди знали только безличное письмо — письмо-трактат Сенеки, письмо-анекдот Плиния, письмо-проповедь Иеронима; индивидуальное письмо как литературное произведение считалось немыслимым». Подражая Цицерону, Петрарка впоследствии тоже опубликовал свою личную переписку.